# Stephan Stolz
Stephan A. Stolz (5 de novembro de 1954) é um matemático alemão, que trabalha com topologia geométrica e geometria diferencial.

## Vida
Stolz estudou matemática na Universidade de Bielefeld (Vordiplom 1975) e na Universidade de Bonn obtendo o diploma em 1979 (Beziehungen zwischen Transfer und J-Homomorphismus), com um doutorado em 1984 na Universidade de Mainz, orientado por Matthias Kreck, com a tese Untersuchung hochzusammenhängender Mannigfaltigkeiten und ihrer Ränder. É professor da Universidade de Notre Dame.
Foi palestrantes convidado do Congresso Internacional de Matemáticos em Zurique (1994: Positive scalar curvature metrics – existence and classification questions).

## Obras
- com Peter Teichner: Supersymmetric field theories and generalized cohomology. In: Hisham Sati, Urs Schreiber (Eds.): Mathematical foundations of quantum field theory and perturbative string theory, Proc. Sympos. Pure Math. 83, American Mathematical Society, 2011, p. 279–340, Arxiv
- com Peter Teichner: What is an elliptic object? In: Topology, Geometry and Quantum Field Theory, Cambridge University Press, 2004, p. 247–343.
- com Jonathan Rosenberg: Manifolds of positive scalar curvature. In: G.E. Carlsson, R.L. Cohen, W.-C. Hsiang, J.D.S. Jones (Eds.): Algebraic topology and its applications. In: MSRI publications 27. Springer-Verlag, 1994, p. 241–267
- Simply connected manifolds of positive scalar curvature. In: Ann. of Math. (2) 136, 1992, no. 3, p. 511–540.
- com Matthias Kreck: Some homeomorphic but not diffeomorphic homogeneous 7-manifolds with positive sectional curvature. In: J. of Diff. Geometry, Volume 33, 1991, p. 465–486
- com Matthias Kreck: Non-connected moduli spaces of positive sectional curvature metrics. In: Jour. of Amer. Math. Soc., volume 6, 1994, p. 825–850, 1993
- com Matthias Kreck: HP 2-bundles and elliptic homology. In: Acta Mathematica, Volume 171, 1993, p. 231–261
- com William Dwyer, Thomas Schick: Remarks on a conjecture of Gromov and Lawson. In: Farrell, Wolfgang Lück (Eds.): High-dimensional manifold topology (Proceedings of the school held in Trieste, May 21 – June 8, 2001). World Scientific, 2003, p. 159–176, Arxiv